# Philoscia persona
Philoscia persona är en kräftdjursart som beskrevs av Jackson 1938. Philoscia persona ingår i släktet Philoscia och familjen Philosciidae. Inga underarter finns listade i Catalogue of Life.